# Nicklas Bäckström
Lars Nicklas Bäckström (* 23. November 1987 in Gävle) ist ein schwedischer Eishockeyspieler. Der Center spielt seit 2007 bei den Washington Capitals in der National Hockey League (NHL), die ihn im NHL Entry Draft 2006 an vierter Position ausgewählt hatten. Dort entwickelte er sich zu einem der besten Spielmacher der Liga, so hält er bei den Capitals den Franchise-Rekord für die meisten Torvorlagen und verzeichnete insgesamt bereits über 1000 Scorerpunkte. In den Playoffs 2018 gewann er mit dem Team den Stanley Cup. Mit der schwedischen Nationalmannschaft errang Bäckström jeweils die Goldmedaille bei den Weltmeisterschaften 2006 und 2017 sowie die Silbermedaille bei den Olympischen Winterspielen 2014.

## Karriere

### Verein
Nicklas Bäckström begann seine Profikarriere in der schwedischen Elitserien bei seinem Heimatteam Brynäs IF in Gävle 2004. Er spielte damals sowohl für das Profi- als auch für das Nachwuchsteam, wobei er bei den Profis in 19 Spielen ohne Punkt geblieben war. In der Saison 2005/06 konnte Mittelstürmer seine Leistung verbessern und er wurde zum Årets nykomling der Elitserien gewählt. Zu diesem Zeitpunkt galt Bäckström bereits als eines der vielversprechendsten Talente und wurde im Europa-Ranking der Talentscouts aus der National Hockey League auf Platz eins geführt, sodass die Washington Capitals ihn in der ersten Runde als vierten Spieler des gesamten NHL Entry Draft 2006 auswählten. Der Schwede wechselte jedoch nicht sofort zu den Washington Capitals, sondern spielte noch ein weiteres Jahr in seiner Heimat und konnte seine Punkteausbeute in der Elitserien ausbauen.

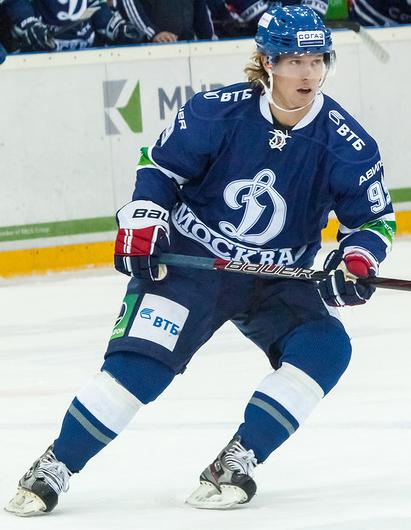
Bäckström im Trikot des HK Dynamo Moskau

Im Mai 2007 gaben die Washington Capitals bekannt, dass Bäckström einen Dreijahresvertrag unterschrieben hatte. Er schaffte dort auf Anhieb den Sprung in den NHL-Kader und gab zu Beginn der Saison 2007/08 sein Debüt in der höchsten Spielklasse Nordamerikas. Im Laufe der Spielzeit ersetzte er den verletzten Michael Nylander als Center in der ersten Sturmreihe und konnte an der Seite von Alexander Owetschkin insgesamt 69 Scorerpunkte erzielen, was ihm die Nominierung für das NHL All-Rookie Team sowie die Calder Memorial Trophy als bester Neuling der Liga einbrachte. In seiner zweiten NHL-Saison konnte der Angreifer nahtlos an seine vorherigen Leistungen anknüpfte und war mit 22 Treffern sowie 66 Torvorlagen der offensivstärkste Akteur der Capitals. Auch in den Play-offs überzeugte Bäckström mit 15 Scorerpunkten in 14 Spielen, konnte jedoch das Ausscheiden seiner Mannschaft gegen den späteren Stanley-Cup-Sieger Pittsburgh Penguins im Eastern Conference Halbfinale nicht verhindern. Im Anschluss an die Saison erhielt er den Viking Award als bester schwedischer Spieler und wurde damit nach Calle Johansson der zweite Spieler im Trikot der Capitals, dem diese Auszeichnung zuteilwurde.
Die folgende Saison beendete Bäckström mit 101 Scorerpunkte, was ihm zum viertbesten Offensivakteur der Liga machte. In der ersten Runde der Play-offs gelang dem Linksschützen im Spiel gegen die Canadiens de Montréal ein Hattrick, wobei sein letzter Treffer in der Verlängerung fiel und damit das Spiel entschied. Im Mai 2010 wurde sein Vertrag bei den Capitals um zehn Jahre mit einem kolportierten Gesamtgehalt von 67 Millionen US-Dollar verlängert. Die anschließenden zwei Spielzeiten verliefen mit lediglich 65 bzw. 44 Scorerpunkten weniger erfolgreich für den Schweden. Während des Lockout in der Saison 2012/13 spielte Bäckström gemeinsam mit seinem Teamkollegen Owetschkin für den HK Dynamo Moskau in der Kontinentalen Hockey-Liga.
Im Dezember 2014 gelang dem Schweden im Spiel gegen die Tampa Bay Lightning erneut ein Hattrick. Durch zwei beigesteuerte Torvorlagen in der Partie gegen die Boston Bruins im März 2015 wurde Bäckström zum Spieler mit den meisten Assists in der Geschichte der Washington Capitals und überholte damit Owetschkin und Michal Pivoňka. Weiterhin beendete er die Saison mit insgesamt 60 Torvorlagen und führte diese Kategorie damit ligaweit an.
Im Januar 2017 erzielte Bäckström seine 500. Torvorlage und wurde somit zum zehnten Schweden in der Geschichte der NHL, der diesen Meilenstein erreichte. Zudem war er der zweitschnellste seiner Landsleute, der diese Marke erreichte; weniger Spiele benötigte nur Peter Forsberg.
In den Playoffs 2018 gewann der Angreifer mit den Capitals den ersten Stanley Cup der Franchise-Geschichte. Er wurde dabei hinter Jewgeni Kusnezow und Alexander Owetschkin zum drittbesten Scorer der post-season. Im Januar 2020 unterzeichnete er einen neuen Fünfjahresvertrag in Washington, der ihm mit Beginn der Saison 2020/21 ein durchschnittliches Jahresgehalt von 9,2 Millionen US-Dollar einbringen soll. Im April 2021 bestritt der Schwede sein insgesamt 1000. Spiel der regulären Saison in der NHL. Im März 2022 folgte der 1000. Scorerpunkt, wobei er zum 93. Spieler der Ligahistorie wurde, der diese Marke erreichte. Aufgrund einer Hüftverletzung verpasste er in der Folge einen Großteil der Saison 2023/24, ebenso wie die komplette Spielzeit 2024/25. Ob er überhaupt noch einmal ins professionelle Eishockey zurückkehren kann, ist ungewiss.

### International
Im April 2006 gab Bäckström im Spiel gegen Norwegen sein Debüt im Trikot der schwedischen Nationalmannschaft. Bei der Weltmeisterschaft 2006 wurde er zum jüngsten Schweden, der jemals an einer Eishockey-WM teilnahm. Der Angreifer absolvierte beim Gewinn der Goldmedaille seiner Mannschaft insgesamt vier Partien an der Seite von Henrik Zetterberg und Johan Franzén.
Bei den Olympischen Winterspielen 2010 war Bäckström mit insgesamt sechs Scorerpunkte der offensivstärkste Akteur innerhalb des schwedischen Teams, welches jedoch im Viertelfinale gegen die Slowakei ausschied.
Weiterhin nahm Bäckström als Teil der schwedischen Nationalmannschaft an den Olympischen Winterspielen 2014 in Sotschi teil. Am 23. Februar 2014 wurde bekannt, dass er bei einer Dopingprobe positiv getestet und daraufhin vom Finalspiel gegen Kanada ausgeschlossen wurde. Dabei soll er die Grenzwerte eines Stoffes leicht überschritten haben, die in einem Allergiemittel enthalten sind, welches Bäckström bereits seit Jahren einnimmt. Im März 2014 wurde Bäckström die Silbermedaille dennoch nachträglich zuerkannt.
Des Weiteren vertrat er sein Heimatland beim World Cup of Hockey 2016 und erreichte dort mit dem Team den dritten Platz. Anschließend folgte eine weitere Goldmedaille bei der Weltmeisterschaft 2017.

## Erfolge und Auszeichnungen
| - 2006 Elitserien Rookie des Jahres - 2007 NHL-Rookie des Monats Dezember - 2008 Teilnahme am NHL YoungStars Game - 2008 NHL All-Rookie Team - 2009 Teilnahme am NHL YoungStars Game (persönliche Absage) | - 2009 Viking Award - 2015 Viking Award - 2016 Teilnahme am NHL All-Star Game - 2018 Stanley-Cup-Gewinn mit den Washington Capitals |

### International
- 2005 Bronzemedaille bei der U18-Junioren-Weltmeisterschaft
- 2006 Goldmedaille bei der Weltmeisterschaft
- 2014 Silbermedaille bei den Olympischen Winterspielen
- 2017 Goldmedaille bei der Weltmeisterschaft

## Karrierestatistik
Stand: Ende der Saison 2024/25

### International
Vertrat Schweden bei:
| - U18-Junioren-Weltmeisterschaft 2005 - U20-Junioren-Weltmeisterschaft 2006 - Weltmeisterschaft 2006 - U20-Junioren-Weltmeisterschaft 2007 - Weltmeisterschaft 2007 - Weltmeisterschaft 2008 | - Olympischen Spielen 2010 - Weltmeisterschaft 2012 - Olympischen Spielen 2014 - World Cup of Hockey 2016 - Weltmeisterschaft 2017 |

(Legende zur Spielerstatistik: Sp oder GP = absolvierte Spiele; T oder G = erzielte Tore; V oder A = erzielte Assists; Pkt oder Pts = erzielte Scorerpunkte; SM oder PIM = erhaltene Strafminuten; +/− = Plus/Minus-Bilanz; PP = erzielte Überzahltore; SH = erzielte Unterzahltore; GW = erzielte Siegtore; 1 Play-downs/Relegation; Kursiv: Statistik nicht vollständig)